# Lars Andersson (militär född 1923)
Lars Anders Andersson, född 2 december 1923 i Karlskrona stadsförsamling i Blekinge län, död 6 maj 2003 i Bellö församling i Jönköpings län, var en svensk militär.

## Biografi
Andersson avlade officersexamen 1945 och utnämndes samma år till fänrik vid Göta ingenjörkår, där han befordrades till löjtnant 1947 och till kapten 1954. Han gick Ingenjörofficersskolan vid Artilleri- och ingenjörofficersskolan 1947–1948. Han inträdde i Generalstabskåren 1958, var chef för Forskningsavdelningen i Försvarsstaben 1962–1963, befordrades till major 1963, var militärassistent vid Försvarets forskningsanstalt 1963–1964 och var utbildningschef vid Göta ingenjörregemente 1964–1965. Han befordrades till överstelöjtnant i Generalstabskåren 1965, var avdelningschef i Försvarsstaben 1965–1966, tjänstgjorde vid Försvarsdepartementet från 1966, var sekreterare i Försvarets fredsorganisationsutredning 1967–1969, befordrades till överste 1969 och var chef för Göta ingenjörregemente 1969–1978. År 1978 befordrades Andersson till överste av första graden, varpå han var chef för Norra Smålands regemente och befälhavare för Jönköpings försvarsområde 1978–1984. Han är begravd på Vinslövs kyrkogård.

### Utmärkelser
- Riddare av första klass av Svärdsorden, 1963.[8]
- Kommendör av Svärdsorden, 1973.[9]